# Грейт Бритн
«Грейт Бритн» (англ. SS Great Britain) — пассажирский пароход, первое судно с железным корпусом, оснащённое гребным винтом. Спущен на воду в 1843 году в Бристоле (Великобритания). На момент спуска на воду «Грейт Бритн» был самым большим судном. В настоящее время корабль-музей.
Спроектирован Изамбардом Кингдомом Брюнелем для компании «Great Western Steamship Company», занимавшейся трансатлантическими перевозками между Бристолем и Нью-Йорком. Впервые пересёк Атлантический океан в 1845 году, рейс занял 14 дней. Длина судна 98 м, водоизмещение 3400 тонн. С 1845 по 1854 год пароход являлся самым длинным пассажирским судном в мире. На четырёх палубах размещалась команда из 120 человек и 360 пассажиров, которым были предоставлены каюты, обеденные и прогулочные салоны.
Затянувшееся на шесть лет строительство (1839—1845) и высокая стоимость поставили владельцев судна в тяжёлое финансовое положение, приведшее к закрытию компании в 1846 году, когда последние средства были потрачены на снятие судна с мели в заливе Дандрам в графстве Даун недалеко от Ньюкасла на территории современной Северной Ирландии после навигационной ошибки. В 1852 году пароход был продан, и новый владелец смог его отремонтировать. С 1852 года «Грейт Бритн» перевёз тысячи иммигрантов в Австралию, а в 1881 году был переоборудован в парусник. Три года спустя судно было поставлено на стоянку на Фолклендских островах и использовалось в качестве блокшива для хранения угля, пока не было затоплено в 1937 году, через 98 лет со дня закладки.
В 1970 году, после того как «Грейт Бритн» пролежал на дне 33 года, бизнесмен и филантроп Джек Арнольд Хейворд оплатил подъём и ремонт судна. Его отбуксировали через Атлантический океан обратно в Великобританию и поставили в сухой док в Бристоле. В настоящее время пароход входит в состав Национального исторического флота и является достопримечательностью гавани Бристоля. Корабль-музей ежегодно посещают от 150 000 до 200 000 посетителей.

## Строительство

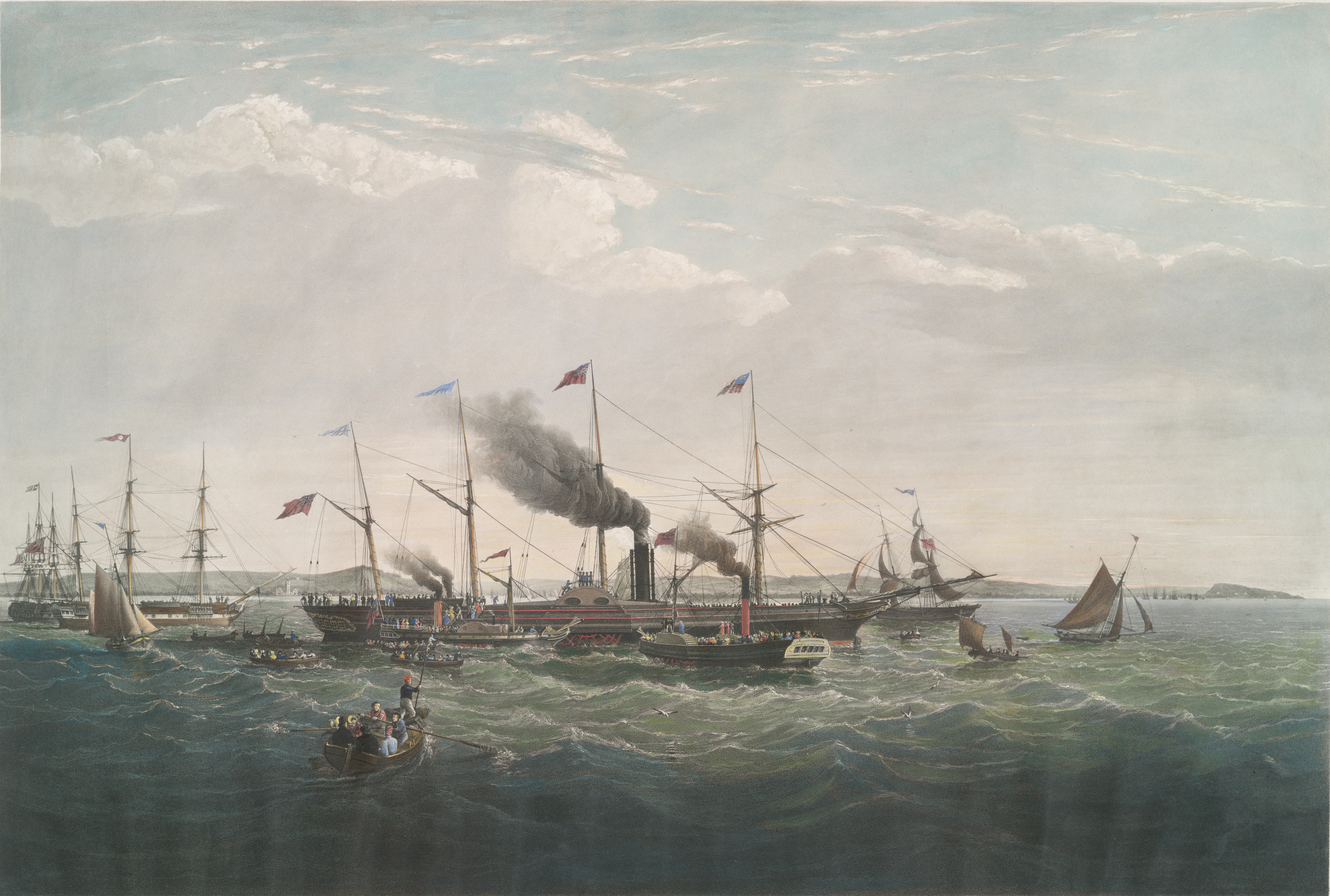
«Грейт Вестерн» в первом рейсе через Атлантику

После успеха первого лайнера, «Грейт Вестерн» (1838), «Great Western Steamship Company» решила построить аналогичное судно, предварительно назвав его «City of New York» («Город Нью-Йорк»). Для строительства была собрана та же команда инженеров, что обеспечила успех «Грейт Вестерн»: Изамбард Брюнель, Томас Гуппи, Кристофер Клакстон и Уильям Паттерсон. Однако на этот раз Брюнель, репутация которого достигла пика, взял проект под свой полный контроль, что имело далеко идущие последствия для компании. Строительство велось в специально приспособленном сухом доке в Бристоле (Англия).

### Железный корпус
Две случайные встречи сильно повлияли на проект судна. В конце 1838 года в гавани Бристоля сделал остановку 65-метровый пакетбот «Рейнбоу» («Радуга») Джона Лэрда, на тот момент самый большой корабль с железным корпусом. Брюнель отправил Клакстона и Паттерсона совершить рейс на «Рейнбоу» в Антверпен, чтобы оценить новый строительный материал. Инженеры вернулись абсолютными приверженцами новой технологии, и Брюнель изменил планы, убедив директоров компании в необходимости использовать железо.
Строители парохода признавали ряд преимуществ железного корпуса по сравнению с традиционным деревянным: дерево дорожало, а железо дешевело; железный корпус не страдал от сухой гнили или червей; он также был легче и менее громоздким. Главным преимуществом железного корпуса была его бо́льшая конструктивная прочность. Практический предел длины корабля с деревянным корпусом составляет около 100 м, после чего изгиб на волне становится слишком большим. Железный корпус гораздо лучше сопротивляется изгибу, поэтому потенциальные размеры корабля были намного больше. Конструкторы во главе с Брюнелем поначалу были осторожны в использовании преимуществ железного корпуса. Однако с каждым новым вариантом проекта судно становилось всё крупнее и мощнее. К пятой версии его водоизмещение возросло до 3400 т, что более чем на 1000 т превышало водоизмещение любого корабля, существовавшего на тот момент.

### Гребной винт

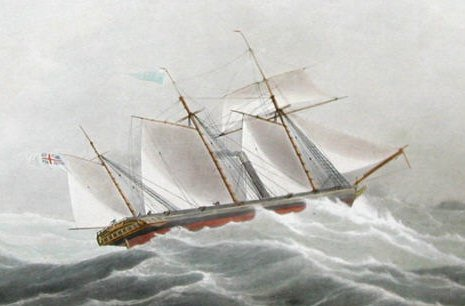
Пароход «Архимед» на картине У. Дж. Хиггинса

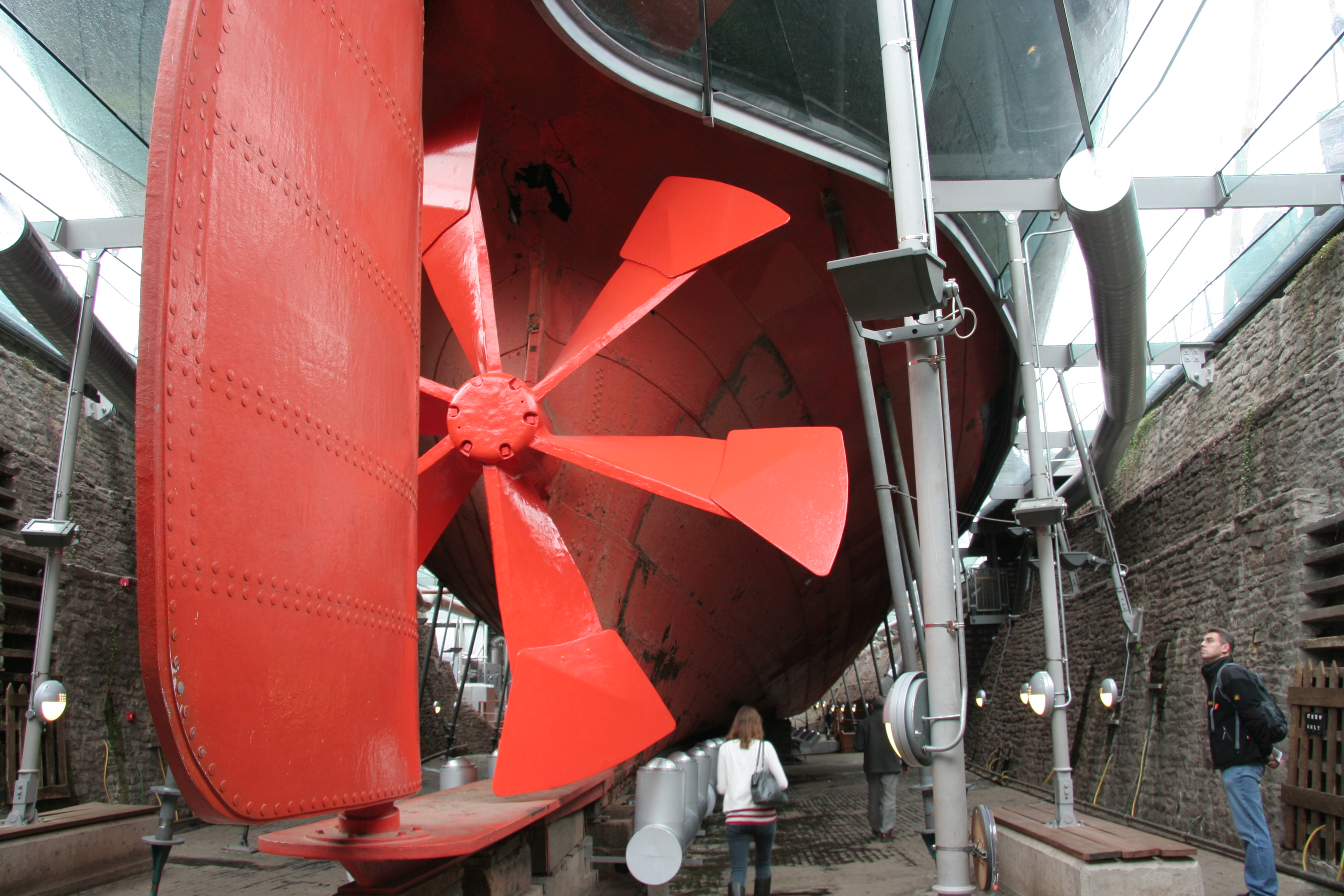
Копия оригинального шестилопастного гребного винта парохода «Грейт Бритн». Винт оказался совершенно неудовлетворительным в эксплуатации и был быстро заменён четырёхлопастным

В начале 1840 года произошла вторая случайная встреча: в Бристоль прибыл пароход «Архимед», использовавший для движения лопастной винт, а не колёса. «Архимед» был построен всего несколько месяцев назад компанией Френсиса Петтита Смита. Брюнель искал способы повышения эффективности гребных колёс своего судна и с большим интересом отнёсся к новинке. Смит, предчувствуя появление нового авторитетного клиента, согласился предоставить свой пароход Брюнелю для испытаний. В течение нескольких месяцев Смит и Брюнель проверили ряд различных гребных винтов, чтобы найти наиболее эффективную конструкцию — ей стала четырёхлопастная модель, предложенная Смитом.
Уверившись в преимуществах гребного винта, Брюнель обратился к директорам компании, чтобы убедить их внести второе значительное изменение в конструкцию, отказавшись от наполовину построенных машин для гребных колёс.
Брюнель назвал следующие преимущества гребного винта:
- двигательная установка с винтом меньше, легче, дешевле и экономичнее, что позволяет увеличить объём перевозимого полезного груза;
- двигательную установку можно разместить ниже, что понижает центр тяжести и делает судно более остойчивым;
- устранение громоздких кожухов гребных колёс уменьшает сопротивление и улучшает манёвренность, особенно на внутренних водных путях;
- погружение гребного колеса зависит от загрузки судна и движения волн, в то время как гребной винт всегда остаётся полностью под водой и работает с максимальной эффективностью.

Аргументы Брюнеля оказались убедительными, и в декабре 1840 года компания согласилась внедрить новую технологию. Решение оказалось дорогостоящим, и из-за него строительство судна задержалось на девять месяцев.
Сообщая о прибытии «Грейт Бритн» в Нью-Йорк, в своём первом выпуске «Scientific American» высказал мнение: «Если и есть что-то неприемлемое в конструкции или оборудовании этого благородного корабля, так это приведение его в движение винтом; и мы не должны удивляться, если вскоре вместо винта по бортам появятся колёса».

## Спуск на воду

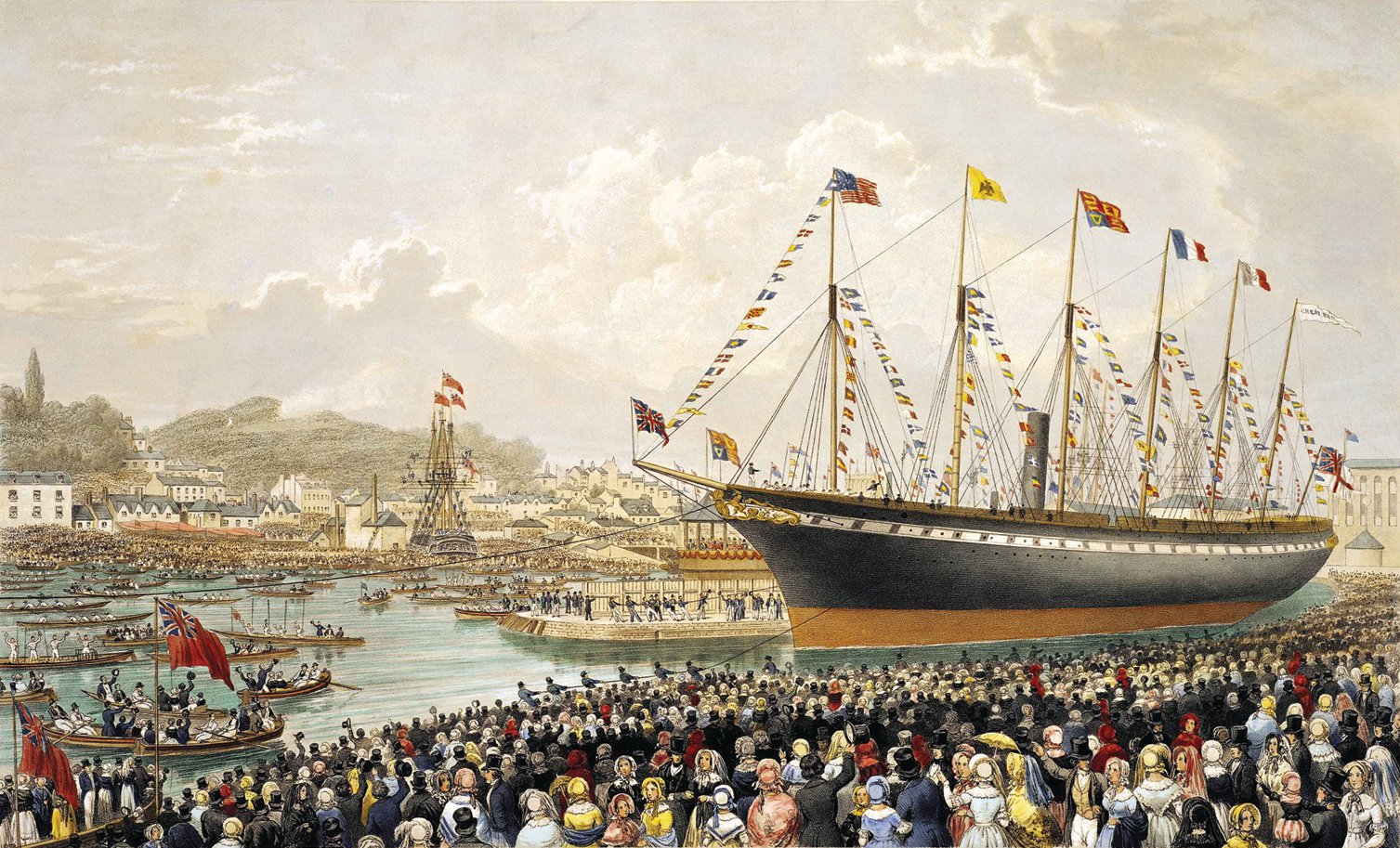
Спуск «Грейт Бритн» на воду в 1843 году. Гравюра Томаса Эшбертона Пикена (1846)

Спуск судна на воду состоялся 19 июля 1843 года в благоприятную погоду. Утром было пасмурно, но дождь случался лишь кратковременный. Об атмосфере дня лучше всего свидетельствует репортаж, опубликованный на следующий день в The Bristol Mirror:
Рано утром начали собираться большие толпы людей, в том числе специально приехавших в Бристоль, чтобы стать свидетелями этого зрелища. Когда была развёрнута Королевская эмблема, воцарилась общая атмосфера ожидания. Путь официальной процессии был расчищен, а Темпл-стрит украшена флагами, знамёнами, цветами и лентами. Мальчики из Городской школы и девочки из «Красных девиц» выстроились аккуратным порядком по всей длине Биржи. Процессия пестрила цветами, все вышли на улицы, как будто в государственный праздник. Атмосфера веселья позволила даже отвлечься от политических разногласий в Лондоне.
Принц Альберт прибыл в 10 утра на конечную станцию «Great Western Railway». Королевский поезд, которым управлял сам Брюнель, шёл из Лондона 2 часа 40 минут. Выстроился почётный караул из полицейских, солдат и драгун, а когда принц Альберт вышел из поезда, оркестр лейб-гвардии исполнил произведения Лабицкого и отрывок из «Балета Альмы» (англ. Ballet of Alma). Две секции платформы были отгорожены для приёма гостей, и The Bristol Mirror отметила, что в некоторых местах были уложены ковры из здания городского совета. Принца-консорта, одетого в гражданское платье, сопровождали шталмейстер, личный секретарь, маркиз Эксетер и лорды Уорнклифф, Ливерпуль, Линкольн и Уэлсли.

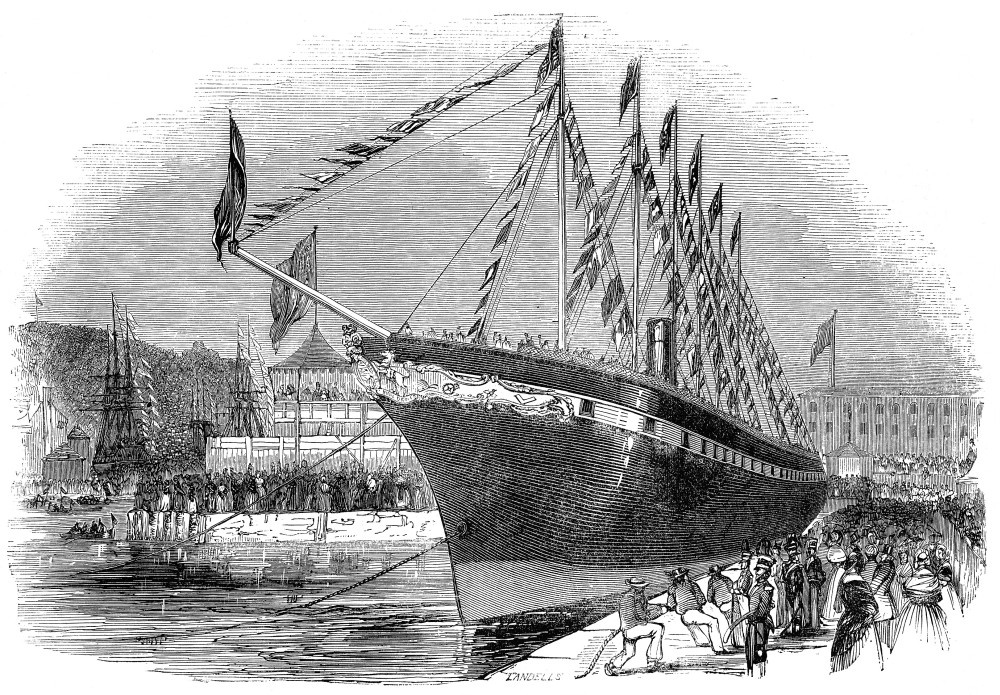
Спуск «Грейт Бритн» на воду, июль 1843 года. Иоганн Якоб Вебер для Illustrirte Zeitung (18 ноября 1843 года)

После официального представления с речью к Его Королевскому Высочеству принцу Альберту обратился городской клерк Д. Берджесс. Общество торговых предпринимателей передало принцу почётные награды, следующими выступило бристольское духовенство. Затем после завтрака королевская группа снова села в конные экипажи.
В полдень принц Альберт прибыл на верфь «Great Western Steamship» и обнаружил, что корабль уже спущен на воду и ждёт королевского осмотра. Принц-консорт поднялся на борт, выпил прохладительные напитки в элегантно оформленном холле, а затем начал осмотр. Его приняли в банкетном зале корабля, где собрались все местные сановники и их дамы.
После банкета и тостов принц-консорт отправился на церемонию наречения. Было решено, что крестины будут проводить Кларисса, жена Филипа Джона Майлза и мать Филипа Уильяма Скиннера Майлза, директора компании и члена парламента от Бристоля. Кларисса вышла вперёд, взяла бутылку шампанского и бросила её в сторону носа судна. Паровой буксир «Эйвон» уже начал тянуть судно в гавань, и бутылка невредимой упала в воду, не долетев метра три до цели. Быстро достали вторую бутылку, и принц Альберт собственноручно бросил её.
Из-за того, что буксир начал тянуть до того, как были отданы береговые концы, буксирный трос порвался, и из-за возникшей задержки принц был вынужден вернуться на вокзал до окончания программы.

### Новая задержка

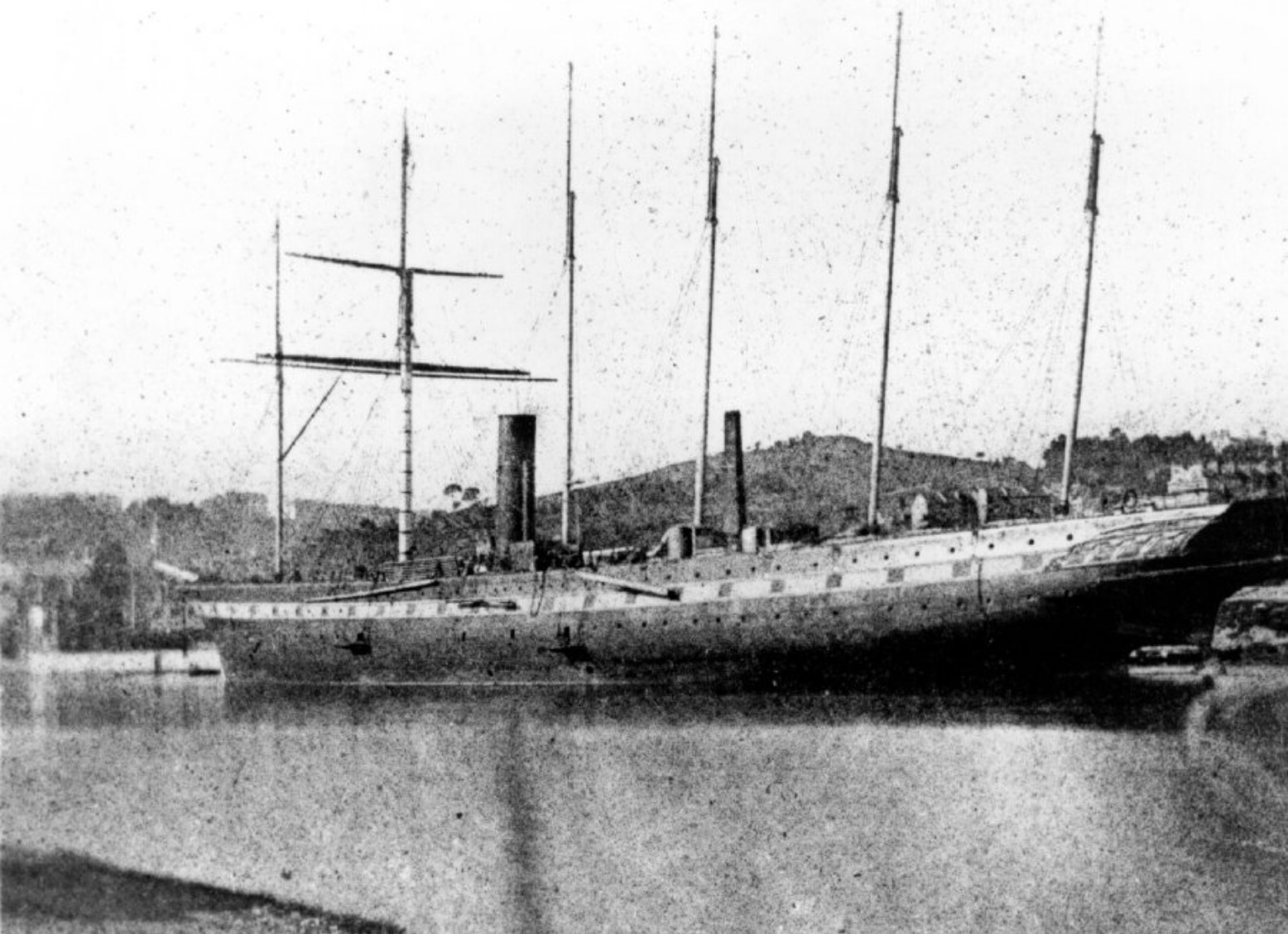
Достройка «Грейт Бритн» в Бристольской гавани, апрель 1844 года. Считается, что эта фотография Уильяма Талбота является первой фотографией корабля

После церемонии запуска строители планировали отбуксировать «Грейт-Бритн» на Темзу для достройки. К сожалению, администрация порта не смогла своевременно провести необходимые перестройки и углубить дно, потому что корабль из-за размещения винтовых двигателей стал шире, чем в первоначальном проекте, а осадка стала больше из-за установки двигателей в корпус прежде спуска.
Переговоры Брюнеля с советом директоров Бристольского порта затянулись на несколько месяцев, и только вмешательство Торгового совета заставило их, наконец, начать в 1844 году необходимую и дорогостоящую модификацию шлюза.
Проведя в заточении в гавани Бристоля более года, в декабре 1844 года, пароход, наконец, смог выйти на открытую воду, но и в этот раз не обошлось без происшествий. Успешно пройдя первые шлюзовые ворота, судно застряло во вторых, открывавших путь в реку Эйвон. Только морской опыт капитана Клакстона, который после службы на флоте занял должность начальника порта Бристоля, позволил оттащить судно назад и избежать серьёзных повреждений. На следующий день армия рабочих под непосредственным контролем Брюнеля удалила опоры и шлюзовые платформы, после чего буксир «Самсон», воспользовавшись немного более высоким приливом, под наблюдением Клакстона в полночь безопасно провёл «Грейт Бритн» в Эйвон.

## Описание

### Общее описание

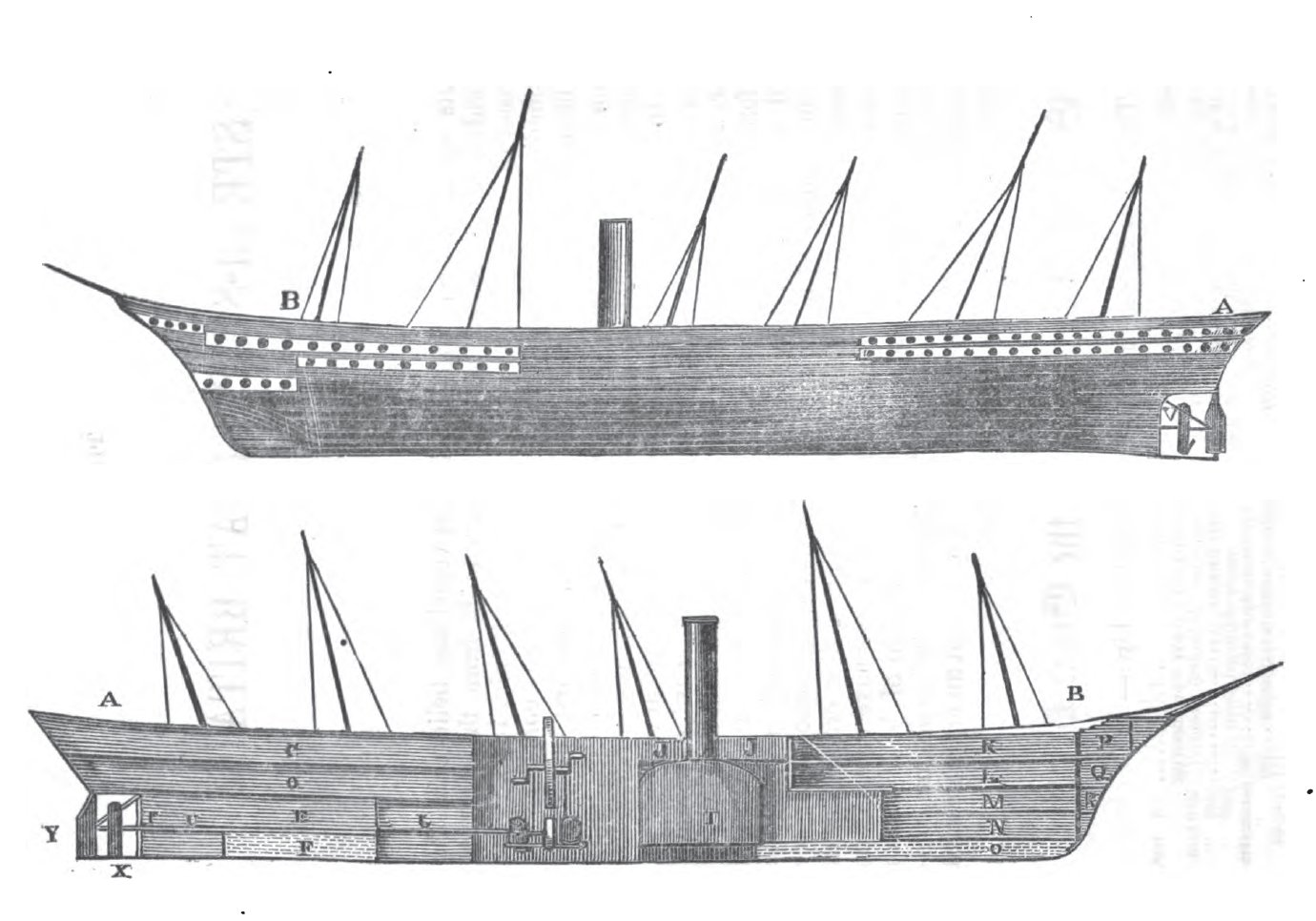
Эскиз судна. На нижнем изображении показано внутреннее устройство палуб и механизмов

На момент завершения строительства в 1845 году пароход «Грейт Бритн» был революционным судном: первым, объединившим железный корпус с винтовой тягой, самым длинным (98 метров, на 30 метров длиннее любого предшественника) и самым тяжёлым (водоизмещение 3400 тонн, на 1000 тонн больше любого предшественника). Ширина судна составляла 15 метров, высота борта — 9,9 метра. У парохода было четыре палубы, включая верхнюю. Экипаж составлял 120 человек. Грузоподъёмность — 360 пассажиров и 1200 тонн грузов, запас топлива — 1200 т угля.
Как и у других пароходов того времени, у «Грейт Бритн» имелось парусное вооружение: одна мачта под прямые и пять мачт под косые паруса — относительно простой состав, призванный уменьшить число членов экипажа. Мачты были изготовлены из железа и, за исключением одной, крепились к палубе с помощью железных шарниров, чтобы их можно было опускать, уменьшая сопротивление ветру. Такелаж был сделан из железного троса вместо традиционной пеньки, опять же с целью уменьшить сопротивление ветру (железный трос имеет гораздо меньшее сечение, чем растительный). Другой инновационной особенностью было отсутствие традиционного массивного фальшборта вокруг главной палубы, его заменил лёгкий релинг, уменьшавший вес и позволявший воде, попадающей на палубу, беспрепятственно стекать обратно в море.
Корпус и единственная труба в середине корабля были окрашены в чёрный цвет с одной белой полосой вдоль корпуса, подчеркивающей ряд фальшивых орудийных портов. Корпус имел плоское дно без фальшкиля и с низкими выпуклостями по бокам в средней части судна, которые продолжались к корме — результат позднего решения о применении силовой установки с гребным винтом, которая была шире в основании, чем первоначально запланированная машина с гребными колёсами.
Брюнель, стремясь избежать заметного изгиба судна таких беспрецедентных размеров, спроектировал корпус со значительным запасом жёсткости. Вдоль киля установили десять продольных железных балок, идущих из-под двигателей и котла в носовую часть. Элементы шпангоута имели сечение 15,2 × 7,6 см (6 × 3 дюйма). Стальные килевые листы имели толщину 2,5 см (1 дюйм), а швы корпуса во многих местах выполнены внахлёст с двойной клёпкой. Безопасность обеспечивали двойное дно и пять водонепроницаемых железных переборок, которые дополнительно увеличивали прочность судна. Общая масса железа, использованного при постройке, включая двигатели и оборудование, составила 1500 тонн.

### Оборудование

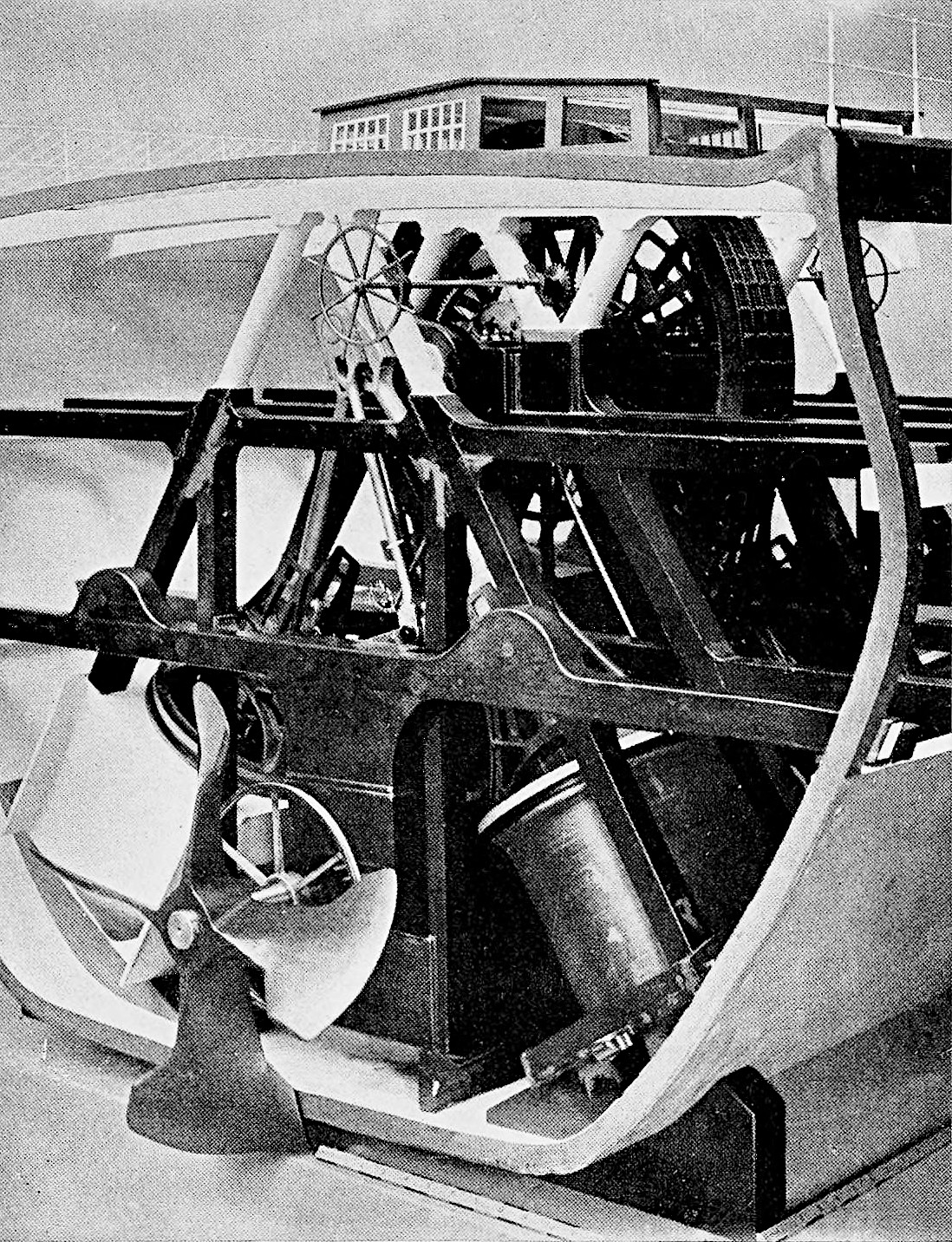
Модель паровой машины «Грейт Бритн»

Две огромные паровые машины общей массой 340 т были установлены в середине судна и работали на один гребной винт. Они были созданы на основе патента Марка Брюнеля, отца главного конструктора, с некоторыми изменениями. Двигатели, которые занимали по высоте пространство от киля через три нижние палубы почти до главной палубы, являлись паровыми машинами прямого действия со спаренными качающимися цилиндрами, установленными под углом 60° к горизонтали. Диаметр цилиндров — 220 см, ход поршня — 1,8 м. Их суммарная максимальная мощность составляла 1000 л. с. (750 кВт) при 18 об/мин. Подача пара обеспечивалась тремя прямоугольными котлами солёной воды размерами 10 × 3 × 6,7 м³. Предельное давление в котле составляло 34 кПа. Каждый котёл был оборудован восемью топками, по четыре с каждого конца. (В некоторых источниках, например, у Клакстона, утверждается, что котёл был один, но в других, например, у Флетчера и Магинниса, описываются три котла, стоящие рядом бок о бок. Это очевидное противоречие может быть объяснено тем, что котёл был один, но состоял из трёх отдельных ёмкостей в едином корпусе).
При проектировании силовой передачи Брюнель не имел более раннего образца. Прямозубые колёса на «Архимеде» создавали чрезмерный шум и не подходили для пассажирского судна. Брюнель решил использовать цепную передачу. На коленчатый вал между двумя двигателями судна он установил шестерню диаметром 5,5 м, которая с помощью четырёх массивных зубчатых цепей приводила в действие меньшее по диаметру зубчатое колесо, расположенное у киля, которое вращало вал гребного винта. Это было первое коммерческое использование зубчатых цепей, и отдельные цепи, установленные на «Грейт Бритн», считаются самыми крупными из когда-либо созданных.
Главный вал, изготовленный на заводе «Mersey Iron Works» в Ливерпуле, стал самой крупной деталью силовой установки. Вал имел длину 21 м и диаметр 71 см. Для облегчения в центре вала было высверлено отверстие диаметром 25 см, через которое прокачивалась вода для охлаждения. На каждом конце главного вала находились два вторичных соединительных вала: под машиной — длиной 8,5 м и диаметром 41 см, у винта — длиной 7,6 м и диаметром 41 см. Общая длина трёх валов достигала, таким образом, 40 м, а общая масса — 38 т. Передаточное отношение от машины к валу составляло 3, то есть винт вращался с частотой 54 об/мин. Первый винт имел шесть лопастей и был создан Брюнелем. Он имел диаметр 4,9 м и шаг 7,6 м.

### Интерьер

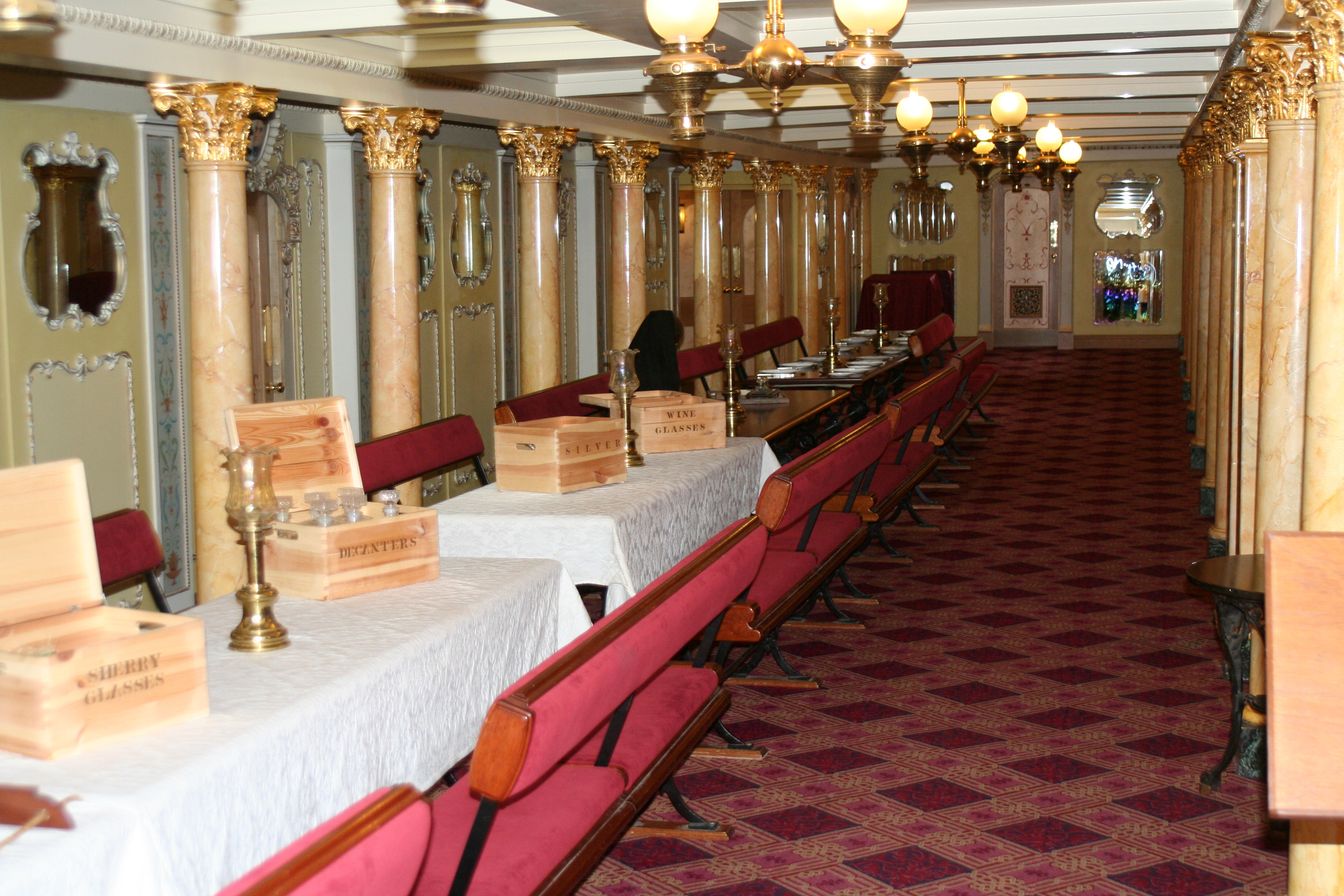
Вид одного из проходов реконструированной столовой

Внутреннее пространство было разделено на три палубы: две верхние для пассажиров и нижнюю для грузов. Две пассажирские палубы были разделены на носовой и кормовой отсеки, между которыми находились двигатели и котлы.
В кормовой части судна на верхней пассажирской палубе находился кормовой, или главный, салон 34 × 15 м², простирающийся от стенки машинного отделения до кормы. С каждой стороны салона проходили коридоры, ведущие к 22 отдельным пассажирским каютам — всего 44 спальных места в целом у салона. В передней части салона, ближайшей к машинному отделению, находились два отдельных помещения для женщин размером 5,2 × 4,3 м², в которые можно было попасть из 12 ближайших пассажирских кают, не заходя в салон. В противоположном конце салона располагались кормовые окна. Широкие железные лестницы с обоих концов салона вели на главную палубу вверху и в столовую внизу. Салон был выкрашен в «нежные тона», обставлен по всей длине привинченными к полу дубовыми стульями и поддерживался 12 украшенными колоннами.
Под кормовым салоном находился главный или обеденный зал 30 × 9,1 м² (100 × 30 фут²) на 360 человек. С каждой стороны салона по семь коридоров выходили к четырём каютам каждый — всего 56 спальных мест. Передний конец салона был соединен с камбузом стюардов, в то время как на противоположном конце было установлено несколько рядов диванов. Этот салон был, по-видимому, самым помпезным из всех пассажирских помещений корабля. 24 бело-золотые колонны с «декоративными капителями величайшей красоты», были расположены по всей длине салона и вдоль стен, а восемь украшенных арабесками пилястр усиливали эстетический эффект. Арки дверей были украшены резьбой, позолочены и увенчаны круглыми барельефами. Зеркала на стенах создавали иллюзию простора, а сами стены были окрашены в «нежный лимонный оттенок» с голубыми и золотыми пятнами.
Два передних салона были устроены аналогично кормовым салонам, причём верхний прогулочный салон имел по 36 спальных мест с каждой стороны, а нижний — 30, всего 132 спальных места. Далее вперед, отдельно от пассажирских салонов, располагались помещения для экипажа. В целом отделка пассажирских помещений была необычно сдержанной для своего времени, что, вероятно, отражает уменьшение финансовых возможностей владельцев судна. Общая стоимость постройки корабля, не включая 53 000 фунтов стерлингов на организацию производства, составила 117 000 фунтов — на 47 000 фунтов больше, чем первоначальная оценка в 70 000 фунтов.

## История эксплуатации

### Трансатлантический маршрут

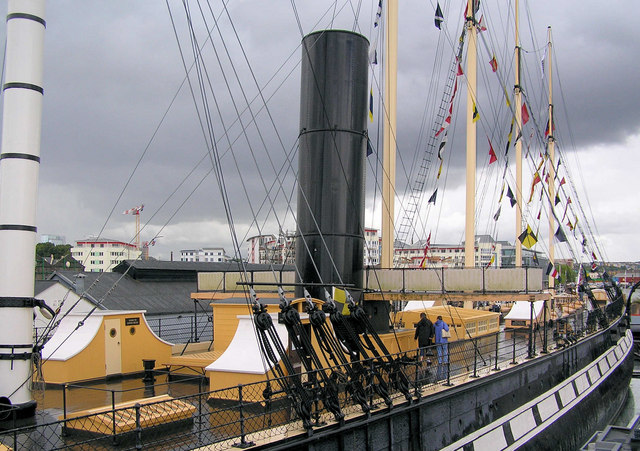
Главная труба

26 июля 1845 года — через семь лет после того, как «Great Western Steamship Company» решила построить второй корабль, и с задержкой в пять лет — пароход «Грейт Бритн» отправился в свой первый рейс из Ливерпуля в Нью-Йорк. Судном командовал капитан Джеймс Хоскен, на борту находилось 45 пассажиров. Корабль совершил переход за 14 дней и 21 час со средней скоростью 9,25 узлов (17,13 км/ч), почти на 1,5 узла медленнее установленного на тот момент рекорда скорости. Обратный путь занял 13,5 дней, что было отличным результатом.
Брюнель, который ещё до начала эксплуатации заменил испытанный четырёхлопастной винт Смита шестилопастным винтом собственной конструкции, решил попробовать повысить скорость, на два дюйма удлинив каждую лопасть винта. Но в следующий переход в Нью-Йорк со 104 пассажирами на борту судно попало в шторм и потеряло первую мачту и три лопасти винта, все с одной стороны, и дисбаланс не позволял им пользоваться. 13 октября пароход сел на мель на Массачусетской отмели. После освобождения судно получило уголь от американской шхуны «Дэвид Коффин» и возобновило путешествие. После ремонта в Нью-Йорке «Грейт Бритн» отправился в Ливерпуль всего с 28 пассажирами на борту. На обратном пути были вновь потеряны лопасти винта, на этот раз четыре полностью и две частично. К этому времени стал очевиден ещё один недостаток конструкции: судно сильно раскачивалось, что доставляло неудобства пассажирам в обычно скверную погоду Северной Атлантики, а со спущенными в безветренную погоду парусами качалось на волнах ещё сильнее.
Акционеры компании снова предоставили дополнительное финансирование, чтобы попытаться устранить недостатки. Шестилопастный железный винт был заменен новым четырёхлопастным, отлитым из чугуна, убрана третья мачта, а железный такелаж, неудовлетворительный в эксплуатации, заменен на обычный пеньковый. Значительным изменением корпуса стало добавление с каждой стороны бортовых килей, призванных уменьшить качку. Эти работы задержали возвращение парохода на линию до следующего года.

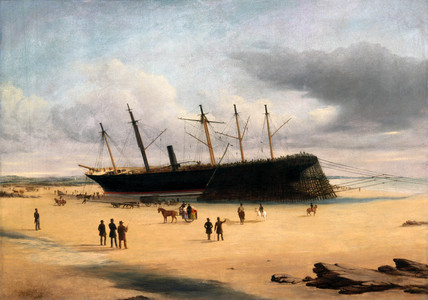
«Грейт Бритн» на мели в заливе Дандрам (1846)

Во второй сезон в 1846 году «Грейт Бритн» успешно совершил два рейса в Нью-Йорк с приемлемой скоростью, но затем был отправлен на ремонт одного из барабанов якорной лебёдки, который неожиданно быстро износился. В третьем рейсе в Нью-Йорк капитан совершил серию навигационных ошибок, в результате которых 22 сентября судно село на мель заливе Дандрам у северо-восточного побережья Ирландии. Официального расследования не было, но по данным современных исследований это произошло главным образом из-за того, что капитан пользовался устаревшей картой и принял новый маяк Святого Иоанна за маяк Калф на острове Мэн.
«Грейт Бритн» оставался на мели почти год, и Брюнель и Джеймс Бремнер предприняли наскоро меры для его сохранения. 25 августа 1847 года судно было снято с мели за 34 000 фунтов стерлингов и доставлено обратно в Ливерпуль, но эти расходы исчерпали резервы компании. Простояв некоторое время в Принсес-Док, пароход оказался в руках компании «Gibbs, Bright & Co.», бывшего агента «Great Western Steamship Company», выкупившей его всего лишь за 25 000 фунтов.

#### Переоборудование и возвращение в эксплуатацию

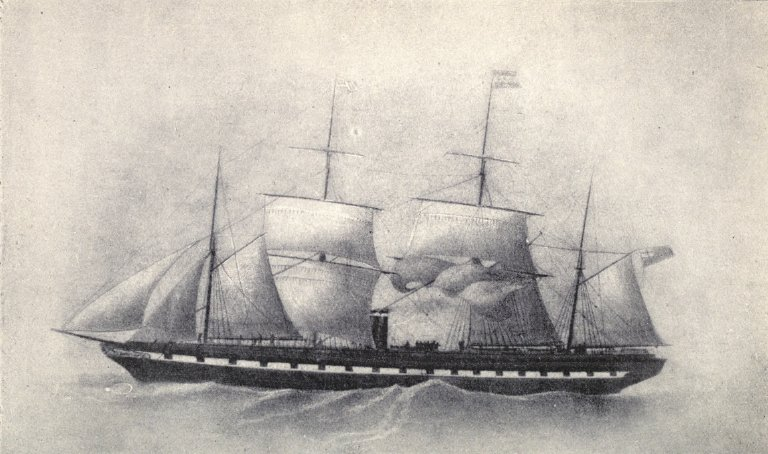
«Грейт Бритн» в 1853 году после переоборудования в четырёхмачтовый пароход

Новые владельцы решили полностью переоборудовать судно. Сильно повреждённый киль был заменён на длине 46 м, одновременно ещё сильнее укреплён корпус: заменены старые кильсоны и добавлено десять новых по всей длине киля. И нос, и корма также были усилены тяжёлыми шпангоутами из уголкового прокатного железа.
Быстрый прогресс силовых установок с гребным винтом привёл к замене оригинальных двигателей на меньшие, более лёгкие и более современные паровые машины с качающимся цилиндром диаметром 2,1 м и ходом поршня 1,8 м, изготовленные «John Penn & Sons» из Гринвича. Они также имели дополнительную опору в основании и поддерживали железные и деревянные бимсы, что уменьшало вибрацию.
Громоздкая цепная передача была заменена более простой шестерённой, хотя передаточное отношение осталось равным 3. Вместо трёх больших котлов установили шесть меньшего размера с предельным давлением 69 кПа, то есть вдвое большим, чем у предшественников. Благодаря уменьшению размеров котлов и установке на верхней палубе дополнительной кабины длиной 91 м грузоподъёмность удалось увеличить почти вдвое, с 1200 до 2200 т.
Четырёхлопастный гребной винт был заменен на трёхлопастную модель немного меньшего размера, а бортовые кили, установленные для уменьшения качки, — на тяжёлый фальшкиль из дуба. Новое парусное вооружение составили четыре мачты: две с прямыми и две с косыми парусами. После завершения перестройки «Грейт-Бритн» вернулся на линию Ливерпуль — Нью-Йорк, но после первого рейса пароход снова поменял владельца, перейдя в собственность компании «Antony Gibbs & Sons», которая планировала использовать его на маршруте Англия — Австралия.

### Австралийский маршрут
«Antony Gibbs & Sons», по всей видимости, намеревались использовать «Грейт Бритн» на австралийском маршруте временно, на период высокого спроса, связанного с открытием месторождений золота в Виктории в 1851 году. Однако судно надолго задержалось на этом направлении. Для рейсов в Австралию потребовался третий ремонт, в ходе которого вместимость была увеличена с 360 до 730 человек, а парусное вооружение изменено на традиционную трёхмачтовую схему с прямыми парусами. Гребной винт стал съёмным, его можно было поднимать на палубу, чтобы уменьшить сопротивление движению под парусами.
В 1852 году «Грейт Бритн» впервые прибыл в Мельбурн (Австралия) с 630 эмигрантами на борту. Пароход вызвал большой интерес, осмотреть его пришли 4000 человек, заплатив по шиллингу каждый. На маршруте Англия — Австралия «Грейт Бритн» проработал почти 30 лет. Дважды, во время Крымской войны и Индийского восстания, судно становилось военным транспортом. Пароход заработал репутацию самого надёжного судна для эмиграции в Австралию. В 1861 году он перевёз английскую команду по крикету, впервые отправившуюся в Австралию в рамках спортивного тура.
Александр Рейд в 1862 году записал некоторые статистические данные типичного рейса «Грейт Бритн». Судно с экипажем из 143 человек вышло из Ливерпуля 21 октября 1861 года, на нём находилось 544 пассажира (включая английскую команду по крикету), корова, 36 овец, 140 свиней, 96 коз и 1114 голов птицы — кур, уток, гусей и индеек. Рейс в Мельбурн (девятый по счёту) занял 64 дня, из которых лучший суточный результат пройденного пути составил 655,6 км, а худший — 200 км. При попутном ветре корабль шёл только под парусами, винт был поднят из воды. В пути умерло три пассажира. Капитаном был шотландец Джон Грей, занимавший этот пост ещё до Крымской войны.
Сообщалось, что 8 декабря 1863 года «Грейт Бритн» потерпел крушение у острова Сантьягу, входящего в архипелаг Зелёного Мыса, во время рейса из Лондона в Нельсон (Новая Зеландия). Все находившиеся на борту люди были спасены. 8 октября 1868 года мельбурнская газета The Argus писала: «Сегодня днём прекрасный пароход „Грейт Бритн“ покинет якорную стоянку в заливе Хобсона и направится прямо в Ливерпуль. На этот раз он перевозит меньше пассажиров, чем обычно, поскольку эта пора не популярна у колонистов, желающих посетить свою родину. Однако „Грейт Бритн“ полностью загружен и везёт золото на сумму около 250 000 фунтов стерлингов. Поскольку судно находится в отличном состоянии, мы, вероятно, в должное время сможем поздравить капитана Грея с ещё одним успешным рейсом». Капитан Грей пропал без вести при загадочных обстоятельствах во время обратного рейса из Мельбурна в Ливерпуль в ночь с 25 на 26 ноября 1872 года.

### Дальнейшая эксплуатация

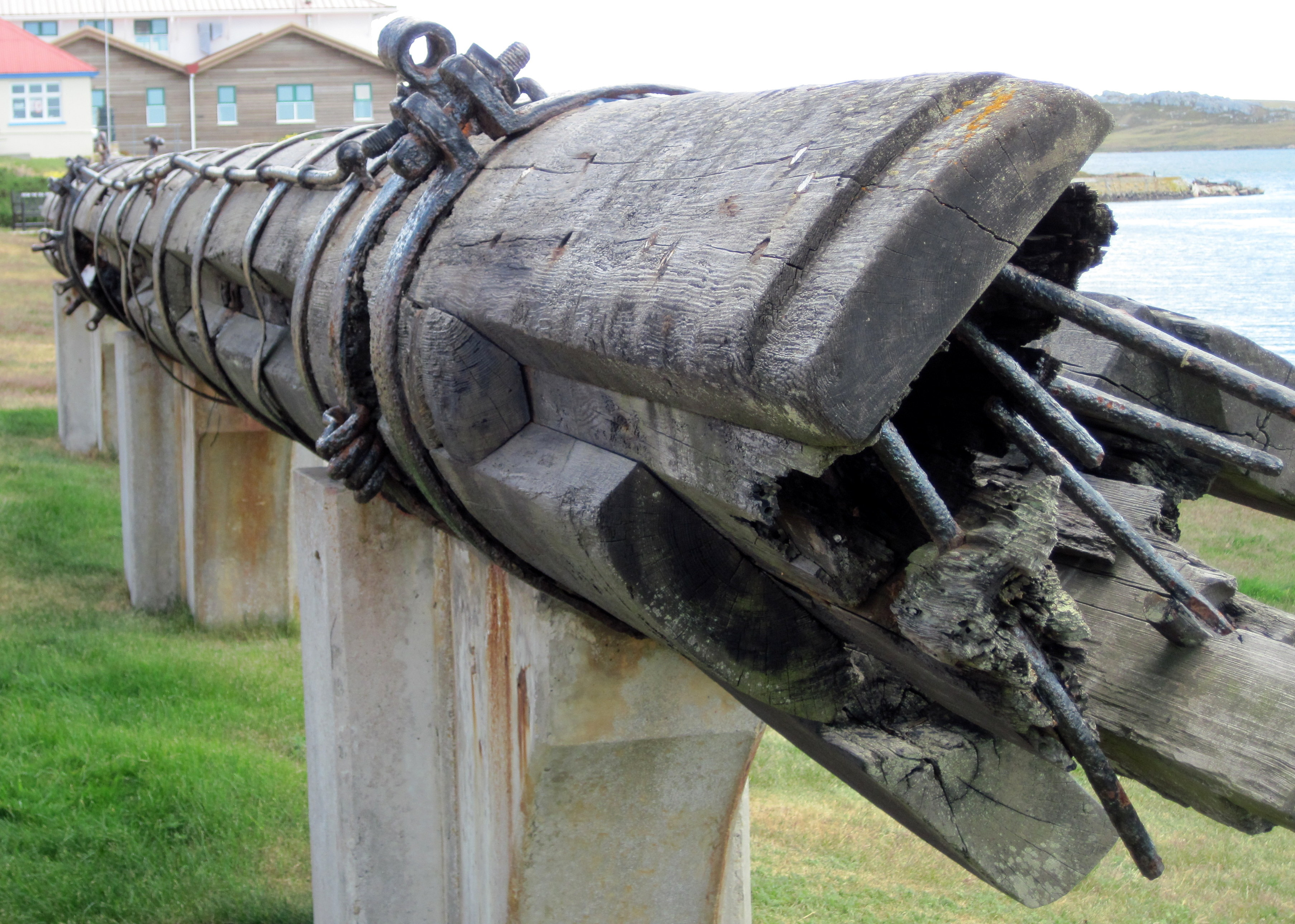
Бизань-мачта «Грейт Бритн» в Порт-Стэнли

Всего за время работы на пассажирских линиях пароход перевёз 33 000 пассажиров. В 1882 году «Грейт Бритн» был переоборудован в парусник для перевозки угля. Последний рейс судно совершило в 1886 году: 8 февраля оно покинуло порт Пенарта в Уэльсе, направляясь в Панаму с грузом угля. После пожара на борту «Грейт Бритн» прибыл в Порт-Стэнли на Фолклендских островах. Ремонт его был признан экономически нецелесообразным, судно купила в качестве блокшива для хранения угля «Falkland Islands Company». В 1937 году его отбуксировали в Спарроу-Коув в 5,5 км от Порт-Стэнли и затопили. В качестве угольщика «Грейт Бритн» обслуживал Южноатлантический флот, нанёсший поражение адмиралу фон Шпее в Фолклендском бою во время Первой мировой войны. Во время Второй мировой войны часть корпуса использовалась для ремонта крейсера Королевского флота «Эксетер», который получил сильные повреждения в битве у Ла-Платы в сражении с немецким крейсером «Граф Шпее».

## Подъём и восстановление
Подъём судна, ставший возможным благодаря нескольким крупным пожертвованиям, в том числе от Джека Хейворда и Пола Гетти, был организован «SS Great Britain Project» под руководством Ричарда Гулда-Адамса. Эван Корлетт провёл осмотр места затопления и пришёл к выводу, что спасение судна возможно. В феврале 1970 года был зафрахтован погружной понтон «Mulus III». 25 марта в Порт-Стенли прибыл немецкий буксир «Varius II», и к 13 апреля, после разрешения сомнений относительно трещины в корпусе, судно было успешно установлено на понтон, и на следующий день буксир, понтон и «Грейт Бритн» отправились в Порт-Стэнли для подготовки к трансатлантическому переходу. Рейс (кодовое название «Рейс 47») начался 24 апреля. Со 2 по 6 мая процессия сделала остановку в Монтевидео для проверки, а затем пересекла Атлантику и 22 июня прибыла в порт Барри к западу от Кардиффа. (Название «Рейс 47» было выбрано в качестве кодового, так как рейс из Пенарта в 1886 году, во время которого судно оказалось на Фолклендских островах, был 47-м по счёту). Затем буксиры из Бристоля отбуксировали судно, всё ещё остававшееся на понтоне, в порт Эйвонмут.
Затем «Грейт Бритн» сняли с понтона, подготавливая к возвращению в Бристоль. Судно оставалось на плаву. В воскресенье 5 июля, на фоне значительного интереса СМИ, корабль отбуксировали по реке Эйвон в Бристоль. Возможно, самым запоминающимся моментом для толпы, выстроившейся вдоль берега на последних километрах пути, был проход парохода Брюнеля под Клифтонским мостом Брюнеля. В течение двух недель судно оставалось при входе в порт, ожидая достаточно высокого прилива, чтобы пройти шлюзы и добраться до сухого дока «Great Western Dockyard», где оно было построено (ныне здание, внесённое в список памятников архитектуры категории II *, неиспользуемое после попадания бомбы во время Второй мировой войны).

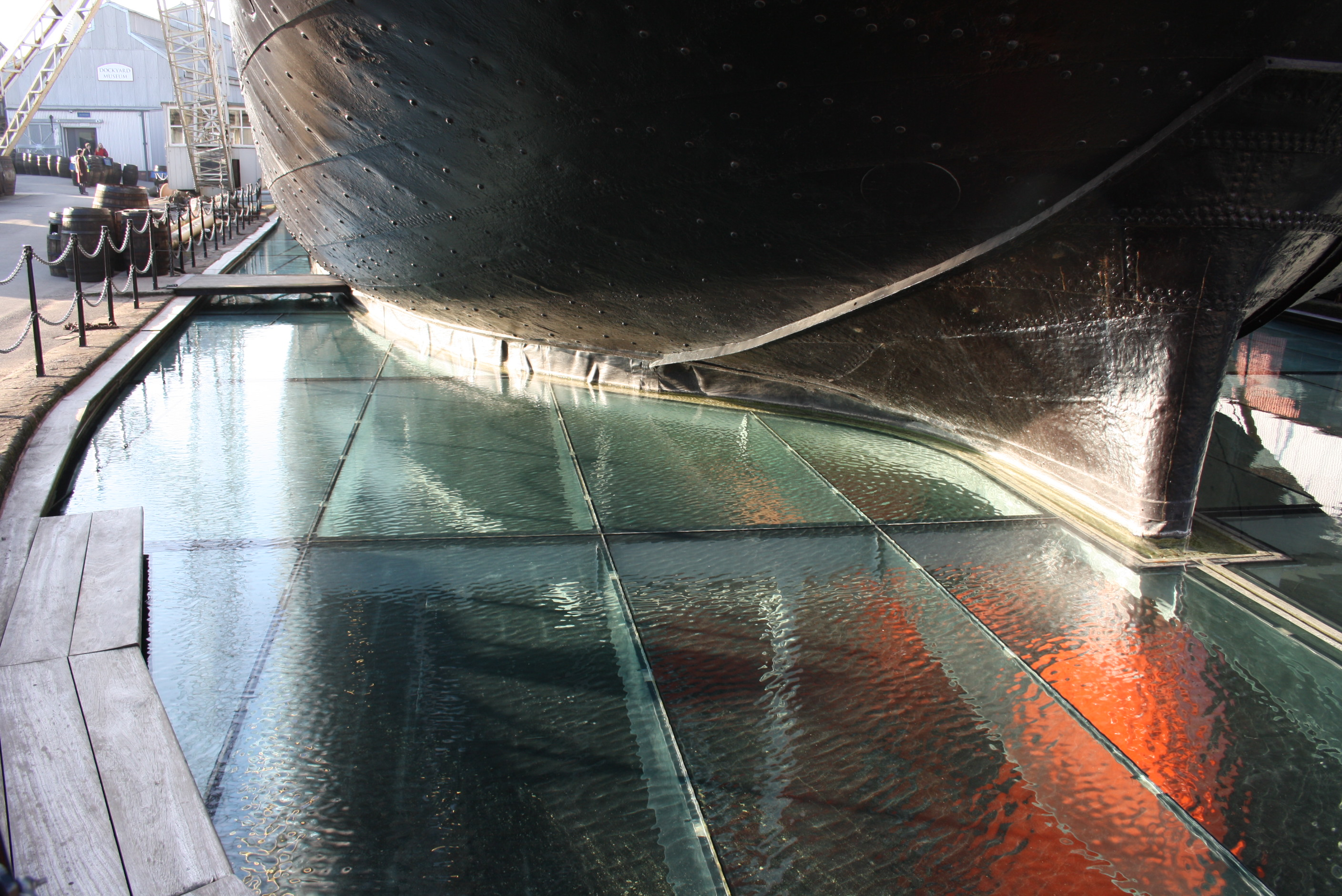
Прозрачный герметичный экран вокруг корпуса «Грейт Бритн»

Восстановление и последующий переход от Фолклендов до Бристоля были показаны в программе BBC Chronicle 1970 года, в серии The Great Iron Ship.
По первоначальному проекту судно предполагалось восстановить в виде, соответствующем 1843 году. Однако затем концепция поменялась, и конечной целью стало максимальное сохранение аутентичного материала. В 1984 году Американское общество инженеров-механиков присвоило «Грейт Бритн» статус памятника истории машиностроения, что стало четвёртым подобным случаем для объектов за пределами США.
К 1998 году всестороннее обследование показало, что корпус продолжает подвергаться коррозии во влажной атмосфере дока, и по оценкам исследователей, до полной потери судна оставалось 25 лет. Начались консервационные работы, которые завершились установкой прозрачного экрана по ватерлинии и двух осушителей, поддерживающих относительную влажность не выше 20 %, чего достаточно для сохранения уцелевшего материала. После завершения работ в июле 2005 года судно было «повторно спущено на воду». Доступ посетителей в сухой док возобновился. «Грейт Бритн» посещают более 150 000 человек в год, пиковое количество зарегистрировано в 2006 году и составило 200 000 человек.

### Награды
Инженеры компании «Fenton Holloway» выиграли в 2006 году премию IStructE Award за реставрацию парохода «Грейт Бритн». В мае того же года судно получило престижную премию Гюльбенкяна для музеев и галерей. Председатель судейской коллегии профессор Роберт Уинстон прокомментировал решение так:
«Грейт Бритн» получил единогласную поддержку благодаря выдающимся достижениям на всех уровнях. Он сочетает в себе поистине новаторский пример консервации, замечательный инженерный проект и увлекательную социальную историю, а также является впечатляющим зрелищем как выше, так и ниже ватерлинии. Самое главное, «Грейт Бритн» доступен и интересен для людей всех возрастов.
В 2007 году проект получил премию «Crown Estate Conservation Award» и премию «Европейский музей года» в номинации «Лучший промышленный или технологический музей». В 2008 году образовательная ценность проекта была отмечена премией Сэндфорда в области наследия. Несмотря на награды, полученные музеем «Грейт Бритн», основной посыл экспозиции подвергся критике как представляющий частную точку зрения на историю в целом и Британскую империю в частности.

## В культуре

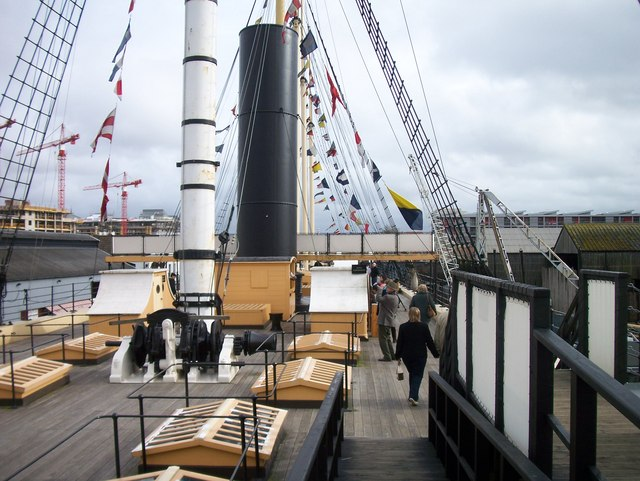
На борту «Грейт Бритн»

Пароход «Грейт Бритн» был героем нескольких телевизионных передач:
- В сериале канала ITV1 «The West Country Tonight» в июле 2010 года рассказывается история судна: эксплуатация, восстановление, воспоминаниях бристольцев о возвращении в город. Были показаны любительские съёмки этого события. Корреспондент Роберт Мерфи отправился на остров Гранд-Багама чтобы взять интервью у Джека Хейворда, затем посетил Фолклендские острова, где беседовал с участниками команды по подъёму судна[84].
- Документальный фильм канала BBC West под названием «When Brunel’s Ship Came Home» рассказывает историю спасательной операции. Он транслировался на BBC One в западном регионе Англии 12 июля 2010 года. В фильме представлены воспоминания многих людей, участвовавших в восстановлении судна[85].
- 15-минутный анимационный короткометражный фильм «The Incredible Journey», созданный при участии Университета Западной Англии, рассказывает историю возвращения корабля в Бристоль с Фолклендских островов в 1970 году[86].
- В 2015 году было объявлено, что новый британский паспорт будет содержать изображение «Грейт Бритн» на странице «Iconic Innovations»[87][88].

## Характеристики
- Длина: 98 м[69]
- Ширина: 15,39 м[21]
- Высота борта: 9,91 м[89]
- Масса без груза: 1960 т[21]
- Водоизмещение: 3066 т[21]
- Осадка: 4,88 м[21]
- Запас топлива: 1118 т угля[89]
- Запас воды: 203 т[90]
- Грузоподъёмность: 1219 т[90]
- Стоимость строительства: 117 295 фунтов стерлингов (1846)
- Двигатель (оригинальный)[89]:
  - Номинальная мощность: 1000 л. с. (750 кВт)
  - Масса: 350 т
  - Цилиндры: 4 x перевёрнутые V-образные, диаметр 223,5 см
  - Ход поршня: 182,9 см
  - Давление: 34 кПа
  - Максимальная скорость вращения коленвала: 20 об/ мин
  - Главный коленвал: длина 5,18 м, диаметр 71,1 см
- Гребной винт[89]:
  - Диаметр: 4,72 м
  - Масса: 3900 кг
  - Скорость вращения: 55 об/мин